# ブリアンツァ

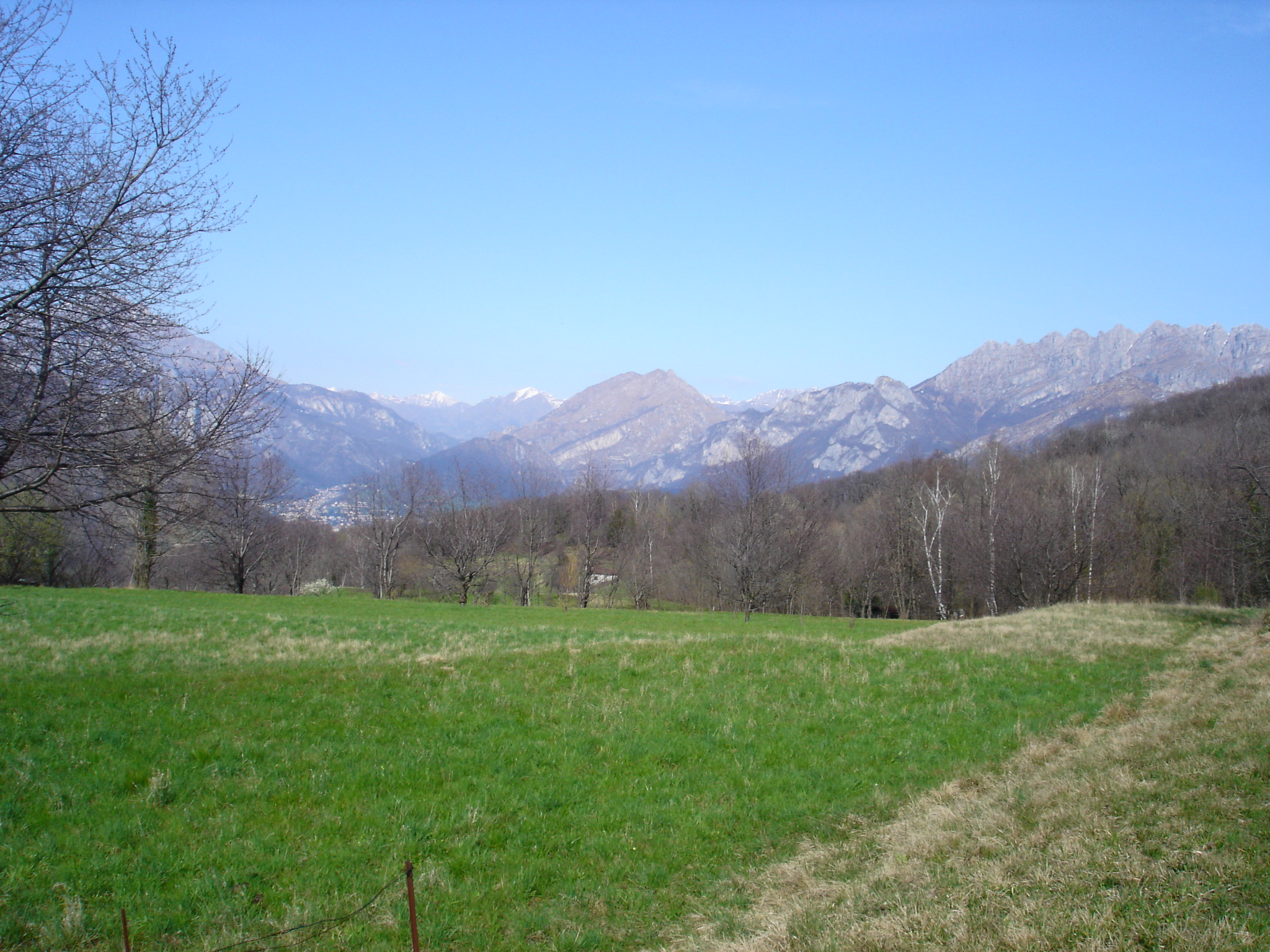
コッレ・ディ・ブリアンツァ山

ブリアンツァ（Brianza）は、イタリア・ロンバルディア州北西部の地理的・歴史的・文化的なまとまりを示す地域名。おおむねミラノの北、コモ湖の南に広がる一帯を指す。中心都市はモンツァ。
モンツァ・エ・ブリアンツァ県に地方名が付されているが、この県はブリアンツァ地方の南部地域にあたる。

## 名称
この名前はおそらくケルト語のbrig から来ていて、丘、高台、野原を意味する。
ブリアンツァ方言 (it:Dialetto brianzolo) では、Brianza あるいは Briansa と呼ばれる。

## 地理

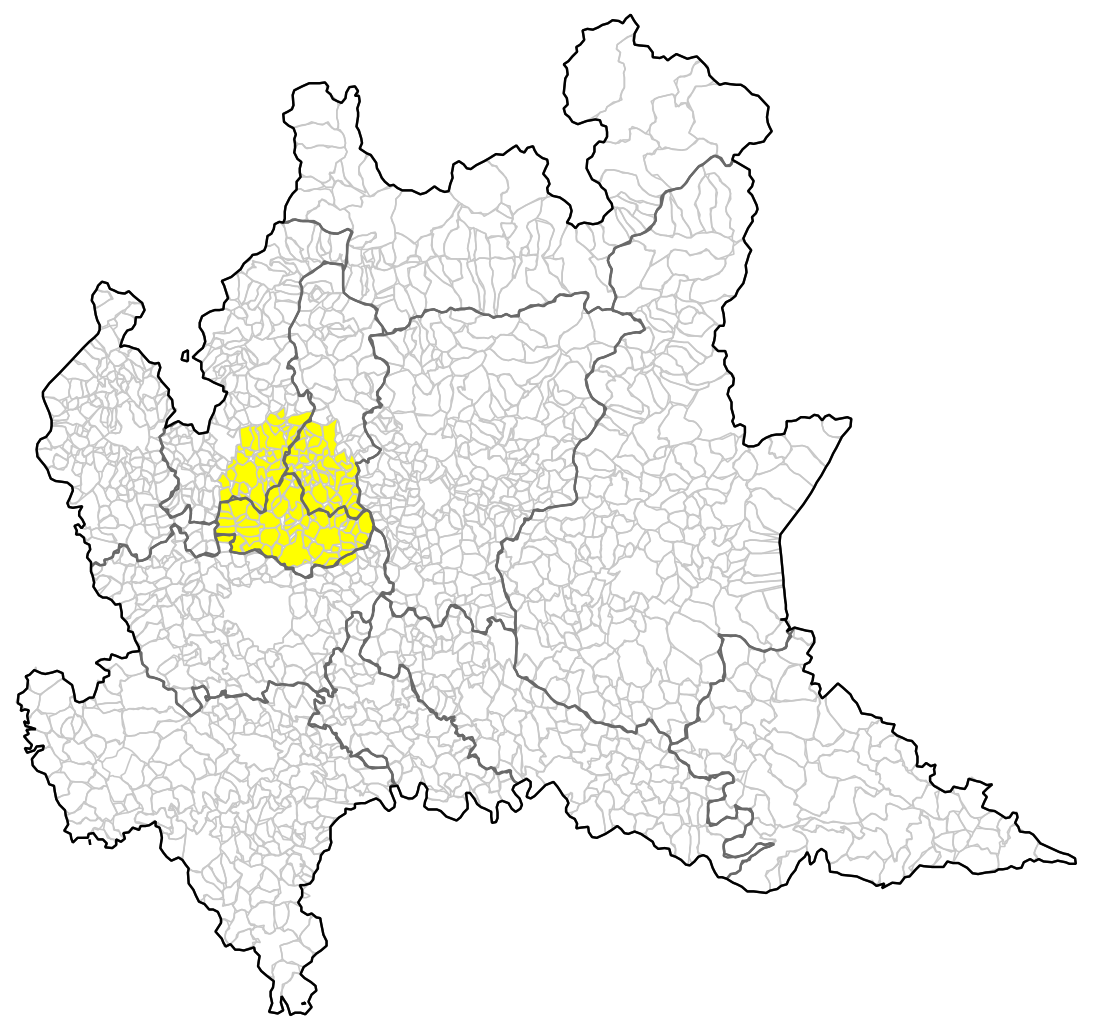
ロンバルディア州におけるブリアンツァ地方の位置

ブリアンツァ地方は、おおむね北はカンツォ周辺から南はモンツァまで、西はセーヴェゾ川 (Seveso (river)) から東はアッダ川までの地域をさす。行政区画で示すならば、モンツァ・エ・ブリアンツァ県の全域、レッコ県の南部、コモ県の南東部、ミラノ県の一部を含む。
南部・西部はおおむね平坦であり、北部・東部は山がちである。イタリア語では低地の側をバッサ・ブリアンツァ（bassa Brianza）、高地の側をアルタ・ブリアンツァ（alta Brianza）という。多くの山や湖は、ミラノの人々に好適な夏のリゾートを提供している。
ミラノの北東約15kmに位置するモンツァ（モンツァ・エ・ブリアンツァ県都）が、ブリアンツァ地方の中心都市である。このほかの重要都市としては、コモ県のカントゥとエルバ、レッコ県のメラーテなどが挙げられる。ブリアンツァ地方の人口密度は約 1,372人/km2と高いが、農業に適した肥沃な土地である。産業としては家具や工具の生産のほか、近年では農業関連の工業技術とハイテク部門が成長している。
- モンツァの大聖堂
- コルニ・ディ・カンツォ山
- アンノーネ湖

## 歴史
現在のブリアンツァ地方に人類が暮らし始めたのは紀元前2千年紀のことである。ケルト人やローマ人たちが勢力を伸ばしたのち、570年頃にランゴバルド人（ロンバルド人）がこの地に入り、「ロンバルディア」という地名を生み出すことになる。
この地へのキリスト教の普及は3世紀にさかのぼる。これにはミラノ司教であったアンブロジウスの働きがある。また、アウグスティヌスは回心を行ってからアンブロジウスの手で洗礼を受ける直前まで、ブリアンツァの"Rus Cassiciacum"に暮らしていた。中世にはカタリ派や謙遜団 (Humiliati) 、パターリア運動 (Pataria) などさまざまな宗教運動がブリアンツァ地方のいくつかの都市で興っては消えていった。フランシスコ会もブリアンツァ地方に起源をもち、現在も続いている。

## 社会・文化

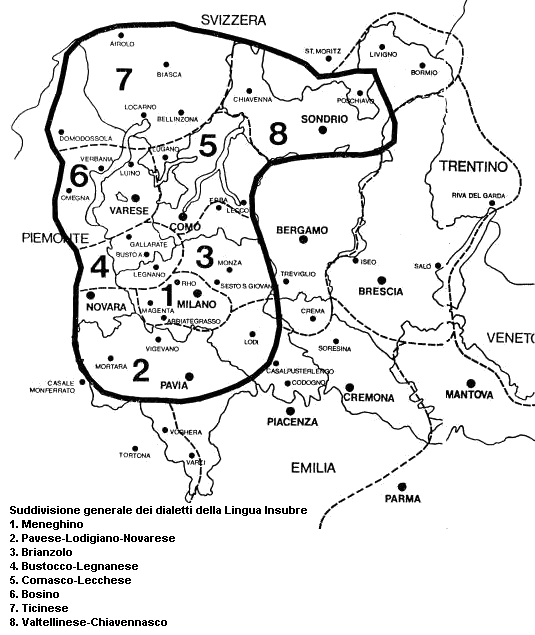
西ロンバルド語の言語変種を示した地図。3がブリアンツァ方言を用いる地域を指す

この言語で話される言語は主要にはイタリア語ではあるが、少数言語としてロンバルド語（その一種であるブリアンツァ方言）も話されている。ブリアンツァ方言は、ロンバルド語のうち西ロンバルド語と分類される言語群に含まれる。
この地域のカトリック教会の儀式はほとんどがアンブロジウス典礼（ミラノ典礼）で行われている。
画家ジョヴァンニ・セガンティーニ（1858年 - 1899年）はこの地に移住し、アルプスの山並みや湖を作品に描いた。
「ブリアンツァのサラミ」 (it:Salame Brianza DOP) は、原産地名称保護（DOP）を受けている。
ブリアンツァの地方名は、モンツァに本拠を置くプロサッカークラブ「ACモンツァ・ブリアンツァ1912」に用いられている。また、ソルマーノの観測所で発見された小惑星の一つには「ブリアンツァ」 (7199 Brianza) と命名されている。